# Polisvittnet
Polisvittnet (engelska: Tight Spot) är en amerikansk långfilm från 1955 i regi av Phil Karlson, med Ginger Rogers, Edward G. Robinson, Brian Keith och Lucy Marlow i rollerna. Filmen bygger på pjäsen Dead Pigeon av Lenard Kantor.

## Handling
Sherry Conley (Ginger Rogers) sitter i fängelse för ett brott hon inte begått. Åklagaren Lloyd Hallett (Edward G. Robinson) erbjuder henne frihet om hon vittnar mot gangstern Benjamin Costain (Lorne Greene). Men Costain har ett stort inflytande och han kan till och med muta poliserna som vaktar Sherry.

## Rollista
| Ginger Rogers      | – Sherry Conley      |
| Edward G. Robinson | – Lloyd Hallett      |
| Brian Keith        | – Vince Striker      |
| Lucy Marlow        | – Kvinna i fängelset |
| Lorne Greene       | – Benjamin Costain   |
| Katherine Anderson | – Mrs. Willoughby    |
| Allen Nourse       | – Marvin Rickles     |
| Peter Leeds        | – Fred Packer        |
| Doye O'Dell        | – Mississippi Mac    |
| Eve McVeagh        | – Clara Moran        |